# Pescadito (comida)

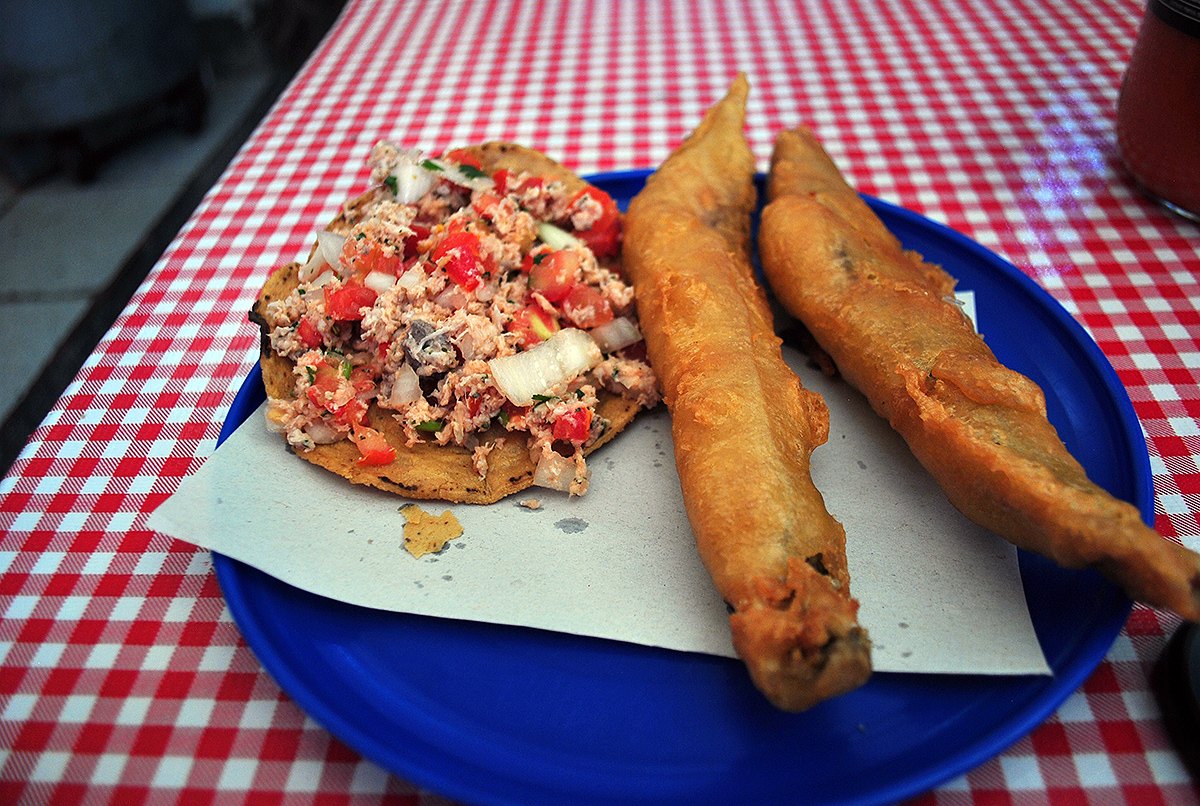
Tostada y pescadito rebozado

Pescado rebosado es un tipo de comida en México, con contrapartes similares en otras partes del mundo, que consiste en una tira de carne de pescado rebozada. La preparación para el rebozado consiste en harina de trigo, vino, pan, sal, huevo, almidón de maíz y agua. La tira se sumerge en ésta y es introducida en aceite caliente. Se sirve con limón y salsa picante.